# Усанов, Сергей Витальевич
Сергей Витальевич Усанов (род. 20 марта 1963, Москва) — советский и российский хоккеист, защитник. Мастер спорта СССР. Чемпион Европы 1981 года, чемпион СССР среди юношеских команд 1978 года. Белорусский тренер.

## Биография
Родился 20 марта 1963 года в Москве, хоккеем начал заниматься в школе Москвич, затем перешёл в Спартак. Победитель юношеского чемпионата СССР 1978 года. Чемпион Европы в составе молодёжной сборной СССР 1981 года в Минске.
Карьеру начал во второлиговом «Торпедо» Ярославль.
Сезон 1989/90 провёл в родном «Спартаке». Бронзовый призер чемпионата МХЛ сезона 1994/95 с магнитогорским «Металлургом». Серебряный призёр Высшей лиги 1998/99 с «Кристаллом» Электросталь. Серебряный призер чемпионата Беларуси 2001/02 с могилёвским «Химволокном».

## Тренерская карьера
После завершения карьеры игрока остался в Могилеве. Вместе с экс-нападающим Владимиром Бояринцевым они сформировали тренерский штаб после ухода Владимира Синицына в «Гомель». Главным тренером был назначен Бояринцев. С 2007 года до октября 2014 был главным тренером. Потом стал детским тренером.

## Достижения

### Игрока
- Чемпионат СССР среди юношеских команд. Победитель 1978.
- Чемпион Европы среди молодежных сборных. Победитель 1981.
- Вторая лига чемпионата СССР. Победитель 1983.
- Первая лига чемпионата СССР. Победитель 1987.
- Кубок Шпенглера. Победитель 1989.
- Чемпионат Межнациональной хоккейной лиги. Бронзовый призер 1995.
- Чемпионат ВХЛ. Серебряный призер 1999.
- Чемпионат Беларуси. Серебряный призер 2002.
- Чемпионат ВЕХЛ, группа «Б». Победитель 2002.

### Тренера
- Чемпионат Белоруссии. Бронзовый призер 2003, 2005.
- Кубок Белоруссии. Финалист 2005.
- Чемпионат ВЕХЛ. Бронзовый призер 2004.